# Johann Josef Ganahl
Johann Josef Ganahl (* 12. November 1770 in Tschagguns; † 26. September 1843 in Feldkirch) war ein österreichischer Unternehmer in der Textilherstellung.

## Familie
Johann Josef Ganahl war in erster Ehe mit Susanna Keßler aus Feldkirch verheiratet, welche bei der Geburt des ersten Kindes starb. Seine zweite Frau Maria Anna war die Tochter des Apothekers Clessin. Aus dieser Verbindung stammten 14 Kinder. 

## Leben und Beruf
Die Familie Ganahl stammt vom Bartholomäberg und sein Vater Johann Ulrich Ganahl betrieb einen Säumerhandel (Salz über das Schlappinerjoch, zurück Wein) und Viehhandel und war Löwenwirt in Tschagguns. 

Johann Josef Ganahl

Johann Josef Ganahl besuchte die Volksschule in Tschagguns und lernte in Wien und Dornbirn das kaufmännische Handwerk. Um 1790 gründete er in der Marktgasse in Feldkirch eine Handlung für Baumwolle, Specerey und Farbwaren und 1797 wurde er Feldkircher Bürger. Johann Josef Ganahl kaufte Baumwolle ein, ließ diese in Heimarbeit spinnen und verkaufte dann die Garne an die Weber. 

### Bludenz
1820 gründete er mit Franz X. Mutter, Christian Getzner, Andreas Gassner und dem St. Galler C. Daller-Fels die mechanische Baumwollspinnerei Brunnental unter dem Firmennamen Ganahl & Comp. in Bludenz. 

Dies war die zweite Baumwollspinnerei in Vorarlberg. Die Maschinen kamen von Escher, Wyss & Cie. in Zürich mit 5.508 Spindeln. Die Leitung lag in den Händen von Johann Josef Ganahl. 1832 brannte die Spinnerei bis auf die Grundmauern nieder und wurde nicht mehr aufgebaut. 

### Lauterach
In seinem Besitz war seit 1827 eine Bleiche in Lauterach: 1827 kaufte Johann Josef Ganahl, Bürgermeister von Feldkirch die ehemalige Bleiche der Stadt Bregenz und erwarb auch das mit dem Gebäude verbundene Haus des Müllers und Bleichermeisters Franz Josef Kühne. 
Er ließ es abreißen und baute ein neues Gebäude. Hier richtete Ganahl seine Spinnerei ein. 1830 pachtete Johann Ganahl das Gebäude auf fünf Jahre von seinem Vater und errichtete dort eine Fabrik für Naturbleiche und Baumwollspinnerei.

### Feldkirch

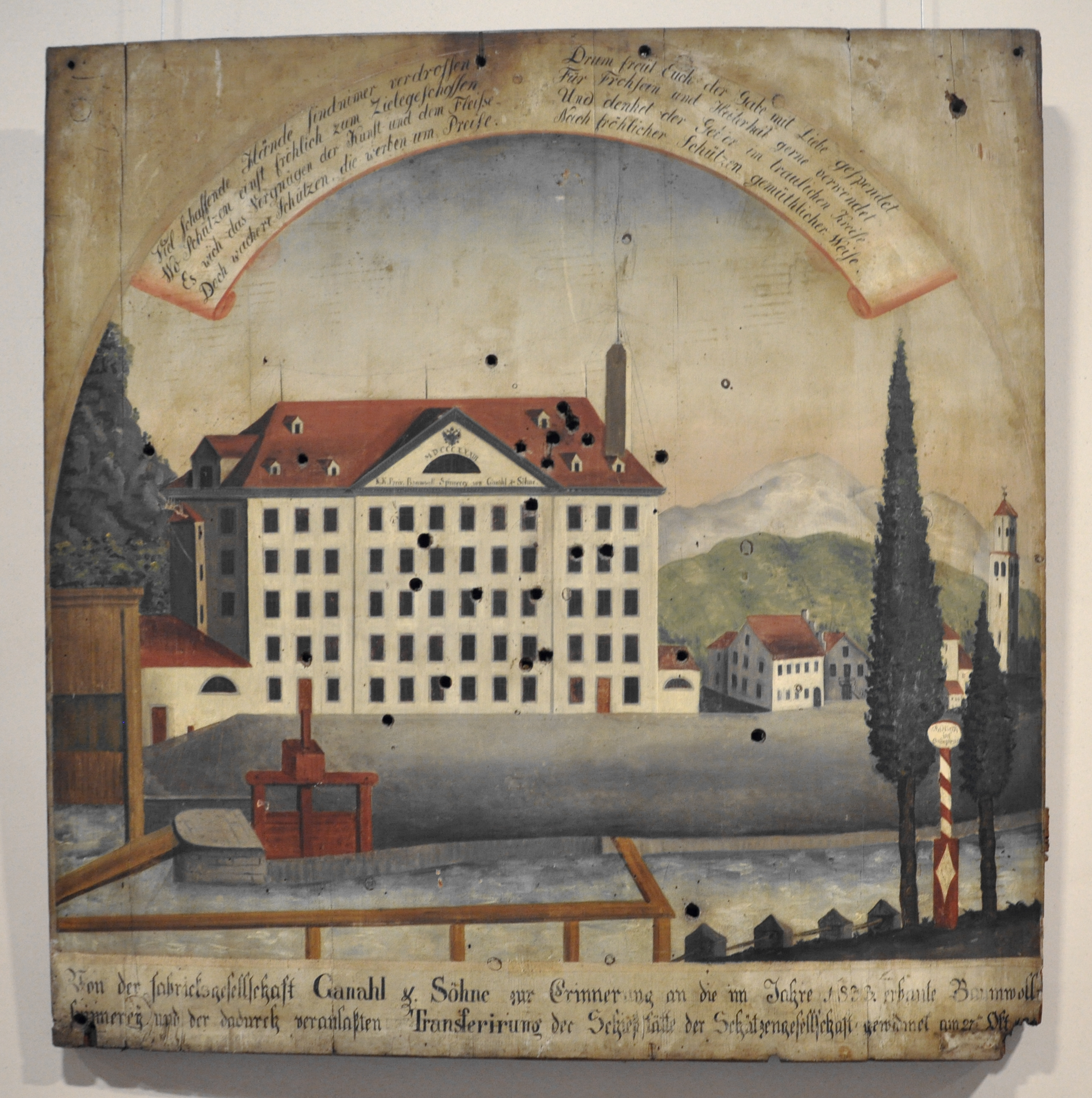
Schützenscheibe der k. k. Stadtschützengesellschaft Feldkirch mit dem Fabrikgebäude der k. k. priv. Baumwollspinnerei Ganahl & Söhne, 1833

Ein Jahr später kaufte Ganahl 1833 in Feldkirch zudem einen Bauplatz und das Wasserrecht an der Ill. Noch im selben Jahr errichtete er dort die K.k.priv. Baumwollspinnerei Ganahl & Söhne und damit die erste mechanische Weberei der Monarchie.

### Frastanz
Sein Sohn Carl Ganahl (* 1807; † 1889) übernahm mit 22 Jahren im Jahr 1829 das Kolonial-, Speditions- und Kommissionsgeschäft in der Marktgasse. 1833 nahm ihn sein Vater als Teilhaber zu einem Sechstel in die neue Baumwollspinnerei an der Ill auf. Er übergab ihm bei seiner Abwesenheit die Prokura. 

Es folgten weitere Firmengründungen: Baumwollspinnerei- und Weberei in Frastanz. Er erweiterte den Betrieb durch eine Bandweberei, eine Bleiche und Appretur sowie eine Türkischrotfärberei und Druckerei. 1872 wurde die Firma in Carl Ganahl & Co. umbenannt.
Nachdem die Unternehmensgruppe seit einigen Jahren im Textilbereich rote Zahlen geschrieben hatte und nur durch die jährlichen Gewinne der Tochterfirma Rondo Ganahl AG (Unternehmen der Papier- und Verpackungsindustrie; seit 1911) über Wasser gehalten werden konnte, wurde der Betrieb 1986 eingestellt.
An sein Wirken in Vorarlberg erinnert heute auch die Josef-Ganahl-Straße in Dornbirn sowie der Carl-Ganahl-Platz in Frastanz.

## Politische Tätigkeit
Ganahl war auch politisch tätig als
- Bürgermeister von Feldkirch
- Erster Vorsitzender des Handelsgremiums (Vorläufer der heutigen Wirtschaftskammer Vorarlberg)